# フョードル・トルストイ
フョードル・ペトロヴィチ・トルストイ（ロシア語: Фёдор Петро́вич Толстой, ラテン文字転写: Fyodor Petrovich Tolstoy、1783年2月21日 - 1873年4月25日）は、ロシアの画家、彫刻家、彫金家である。

## 略歴
サンクトペテルブルクで生まれた。トルストイ家のピョートル・アンドレーエヴィチ・トルストイ(1645-1729)の孫で政治家のアンドレイ・イワノビッチ・トルストイ伯爵（1721-1802）が祖父で、先祖と同名の父親のピョートル・アンドレーヴィチ・トルストイ伯爵(Pyotr Andreevich Tolstoy: 1746-1822)は軍人であった。有名な文学者レフ・トルストイ（1828-1910）の父親はフョードル・トルストイのいとこにあたる。
母親から絵を学び、4歳の時に描いた作品がトレチャコフ美術館に所蔵されている。1795年にポロツクのイエズス会の学校に入学し、絵画と科学を学んだ。1796年にパーヴェル1世が皇帝に即位した後、父親は解雇された。
1798年6月から1802年6月まで、海軍士官候補生学校で学び、その後、有名な科学者の指導の下で訓練を受けた。同時に独学で、静物画や肖像画、風景画を描き、ロシア帝国美術アカデミーを訪づれ、肖像画家のオレスト・キプレンスキーらに学んだ。
1804年に海軍を退役し美術に専念し、蝋を素材にしたレリーフやミニアチュールの肖像画、彫金（メダル制作）などの分野で活動した。1810年からサンクトペテルブルク造幣局で働き、1812年のナポレオンによるロシア戦役（ロシアでは祖国戦争と呼ぶ）を題材にしたメダルを作成した。
1828年に美術アカデミーの副学長に任じられ、後に教授になった。彫刻家として、モスクワの救世主ハリストス大聖堂などの装飾彫刻の仕事もした。
1873年にサンクトペテルブルクで亡くなった。娘のエカテリーナは画家になり、眼科医で、サンクトペテルブルクの医学校の教授のエデュアルド・ユンゲと結婚した。

## 作品

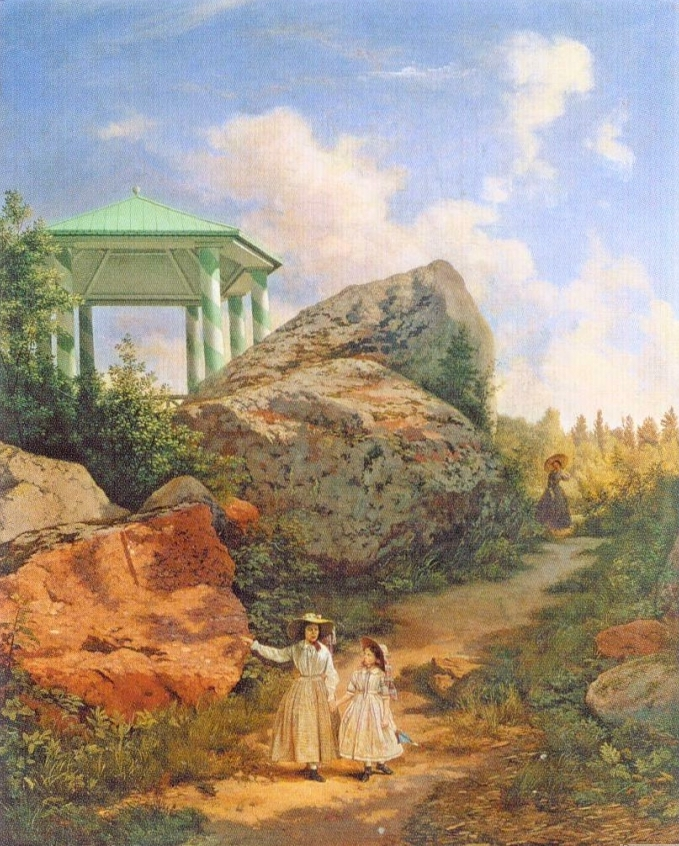
フィンランドの別荘の風景(1855)
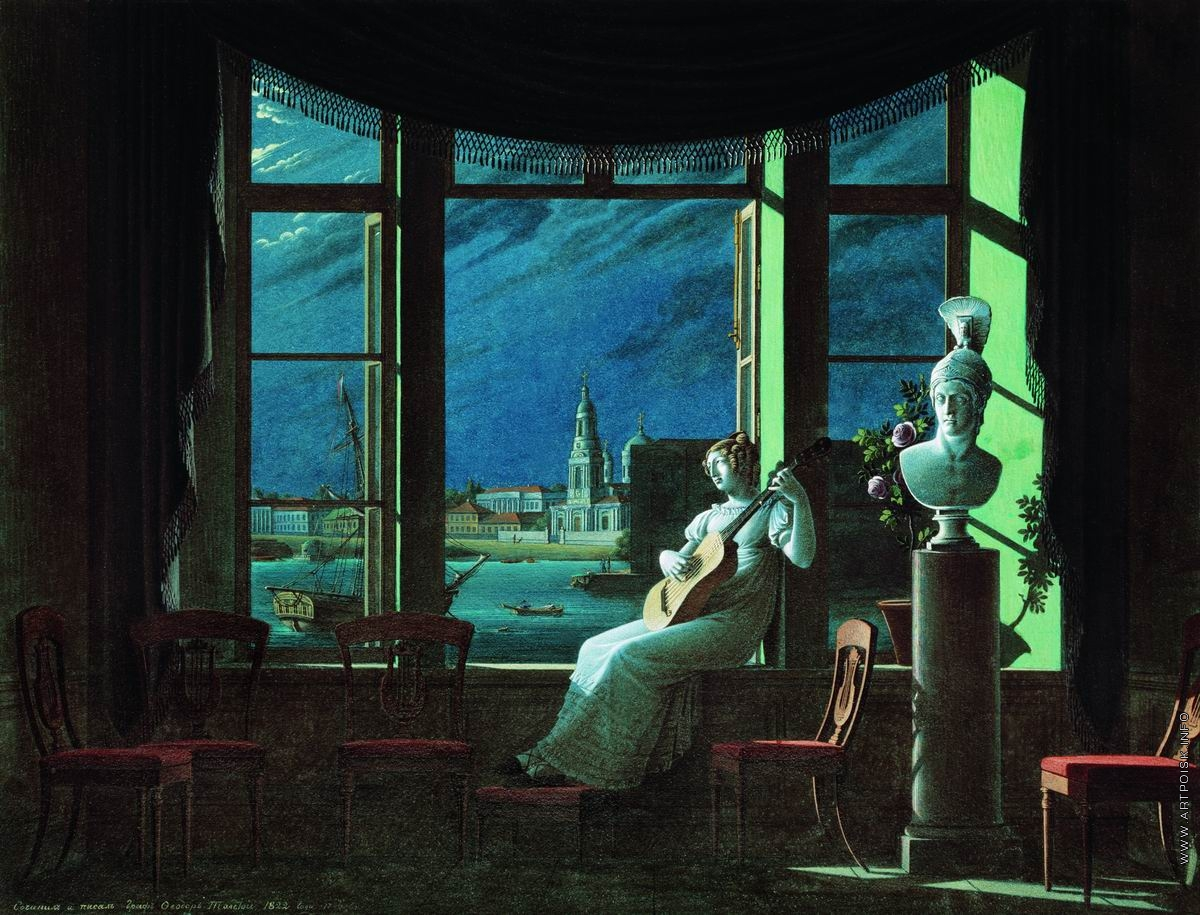
窓辺、月明かりの夜
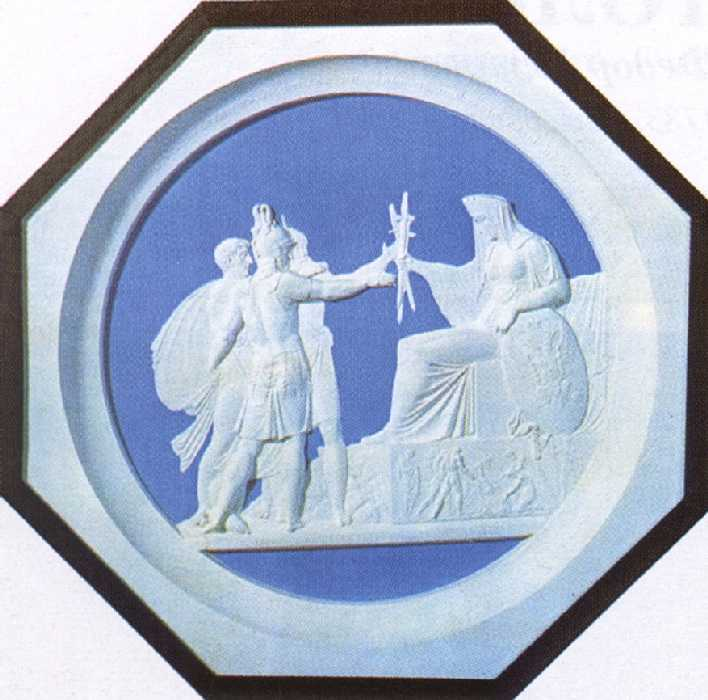
蝋を素材にしたレリーフ
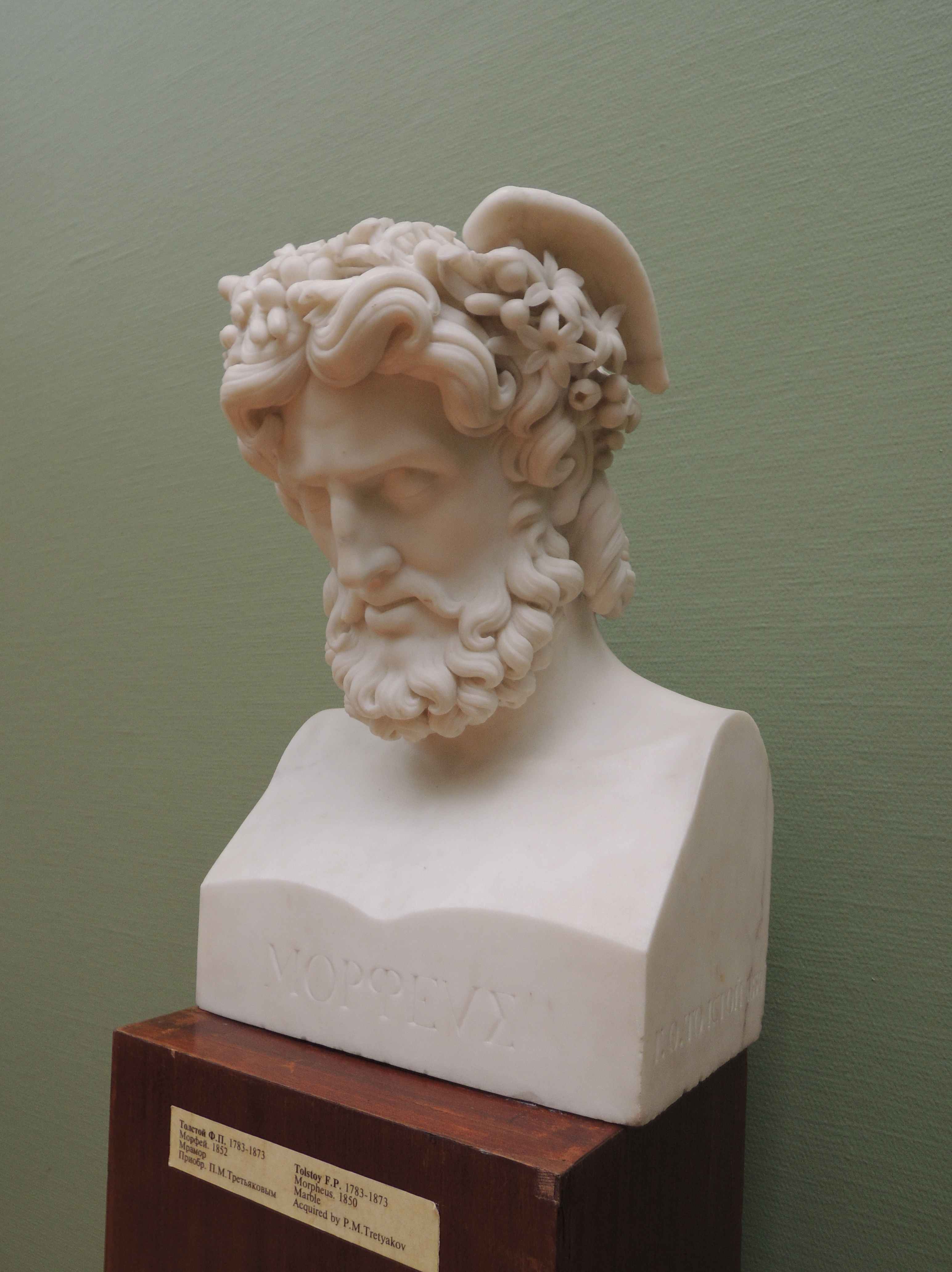
彫刻作品モルペウス